# Octomeria tenuis
Octomeria tenuis là một loài thực vật có hoa trong họ Lan. Loài này được Rudolf Schlechter. mô tả khoa học đầu tiên năm 1912.